# Бахарев, Георгий Лазаревич
Георгий Лазаревич Бахарев (1902 год, Казалинск, Кзыл-Ординская область, Российская империя — неизвестно) — советский государственный деятель. Исполняющий обязанности наркома рыбной промышленности Казахской ССР.

## Биография
Георгий Лазаревич Бахарев родился в 1902 году в городе Казалинске в семье ссыльного поселенца.
В 1918—1919 годах воспитатель поселковой школы в посёлке Бугунь Кзыл-Ординской области.
В 1919—1920 годах председатель Казалинского уездного комитета РКСМ.
В 1920—1921 годах служил в РККА. Председатель культурно-просветительского отдела запасного артиллерийского дивизиона на Юго-Западном фронте в Белгороде.
В 1921 году заведующий экономико-правовым отделом Казалинского уездного комитета РКСМ.
В 1921—1927 годах студент рабфака в Ташкенте, затем — Московской сельскохозяйственной академии имени Тимирязева.
В 1927—1928 годах заведующий учётно-плановым отделом Казгосторга, старший референт Экспортно-импортного управления Наркомата торговли Казахской ССР в Кзыл-Орде.
В 1928—1930 годах консультант по рыбному хозяйству Наркомата земледелия Казахской ССР в городах Кзыл-Орда и Алма-Ата.
В 1930—1933 годах заведующий производственным отделом и член правления Казкрайколхозрыбаксоюза в Алма-Ате.
В 1933—1936 годах начальник сектора рыбной промышленности Наркомата снабжения Казахской ССР.
В 1936—1938 годах заместитель директора рыбного завода в Ростове-на-Дону.
В 1938—1941 годах заместитель управляющего Азово-Донским рыбным трестом в Ростове-на-Дону, главный технолог Азово-Черноморской рыбной промышленности в Ростове и Краснодаре.
В 1941—1944 годах заместитель управляющего Балхашским рыбным трестом.
В 1944—1945 годах начальник Казглаврыбвода и член коллегии Наркомата рыбной промышленности Казахской ССР.
С июля 1945 года первый заместитель наркома. С декабря 1945 года по январь 1946 года врид наркома рыбной промышленности. С марта 1946 по апрель 1951 года первый заместитель министра рыбной промышленности Казахской ССР. Снят с должности с формулировкой «скрыл от партии, что является сыном крупного торговца Бахарева Л. Е., применявшего до революции наёмный труд и лишённого права голоса».

### Награды
Награждён орденом «Знак Почёта» (1945) и медалями.